# 九龙镇 (盐亭县)
九龙镇，是中华人民共和国四川省绵阳市盐亭县下辖的一个乡镇级行政单位。2019年12月，撤销榉溪乡、五龙乡和八角镇，设立九龙镇，以原榉溪乡、原五龙乡和原八角镇所属行政区域为九龙镇的行政区域，九龙镇人民政府驻政府街49号。

## 行政区划
九龙镇下辖以下地区：
任广村、华严村、九龙村、泗兴村、桃花村、千佛村和常绿村。